# MBK SPU Nitra
El MBK SPU Nitra es un equipo de baloncesto eslovaco con sede en la ciudad de Nitra, que compite en la SBL, la máxima competición de su país. Disputa sus partidos en el Mestská hala Nitra, con capacidad para 2300 espectadores.

## Nombres
- 1952-1960 - TJ Slávia VŠP Nitra
- 1960-1993 - Slávia VŠP Nitra
- 1993-1996 - VŠP Nitrasklo Nitra
- 1996-2000 - Slávia Nitra
- 2000-2005 - Kcero SPU Nitra
- 2005-2011 - Casta SPU Nitra
- 2011-2012 - BEMACO SPU Nitra
- 2012-2014 - EDYMAX SPU Nitra
- 2014 - MBK SPU Nitra

## Posiciones en liga
- 1994 - (12)
- 1995 - (12)
- 2002 - (1-D2)
- 2003 - (3-1)
- 2004 - (3)
- 2005 - (4)
- 2006 - (3)
- 2007 - (3)
- 2008 - (9)
- 2009 - (2)
- 2010 - (2)
- 2011 - (1)
- 2012 - (3)
- 2013 - (3)
- 2014 - (4)
- 2015 - (10)

## Palmarés
- Campeón Slovakian Extraliga - 2005, 2009
- Campeón Copa Eslovaca - 2012
- Semifinales Slovakian Extraliga - 2003, 2012, 2013
- Subcampeón Slovakian Extraliga - 2010, 2011
- Subcampeón Copa Eslovaca - 2010, 2014

## Jugadores destacados
| - J.R.Cadot - Aliaksandr Kudrautsau - Kanstantin Yafremov - Stjepan Gavran - Ante Bilobrk - Josko Curkovic - Hrvoje Gasparac - Srdan Helbich - Sasa Jankovic - Matej Karlovic - Denis Mujagic - Marin Mulic - Sven Smajlagic - Jurica Spahija - Pavel Bosak - Lubos Moravec - Stanislav Votroubek - Matúš Dura - Ľuboš Pohánka | - Peter Seman - Branislav Tomek - Roman Vido - Milan Žiak - Dennis Czepczynski - Raitis Grafs - Darius Dimavicius - Darius Šilinskis - Arvydas Straupis - Rytas Vaisvila - Nikola Lalic - Nikolce Petrusevski - Sinisa Bilic - Salih Nuhanovic - Rene Zvan - Nikola Bilos - Miloš Babić - Miljan Curovic - Vladimir Djokic | - Dejan Jovanovic - Dragan Smiljanic - Ivan Smiljansky - Ater Majok - Roman Kopijka - Rahsaan Ames - Malcolm Campbell - Clifford Crawford - Matthew Crenshaw - Duane Erwin - Elton Frazier - Deremy Geiger - Dametri Hill - Rakim Hollis - Joseph Howell - Martavious Irving - Gregory Jenkins - Eugene Lawrence - Anthony McClain | - J.J.Montgomery - Ronald Moore - Joseph Nixon - David Noel - Donta Richardson - Edward Scott - Patrick Sparks - Kevin Turner - Robert Vaden - Justin Ward - Romeo Cvjeticanin - Mamadi Diane - Dejan Mladenovic - Roman Marko - Andrej Lukjanec - Andre Williams - Marcell Jackson - Denis Clemente |